# Storforsen

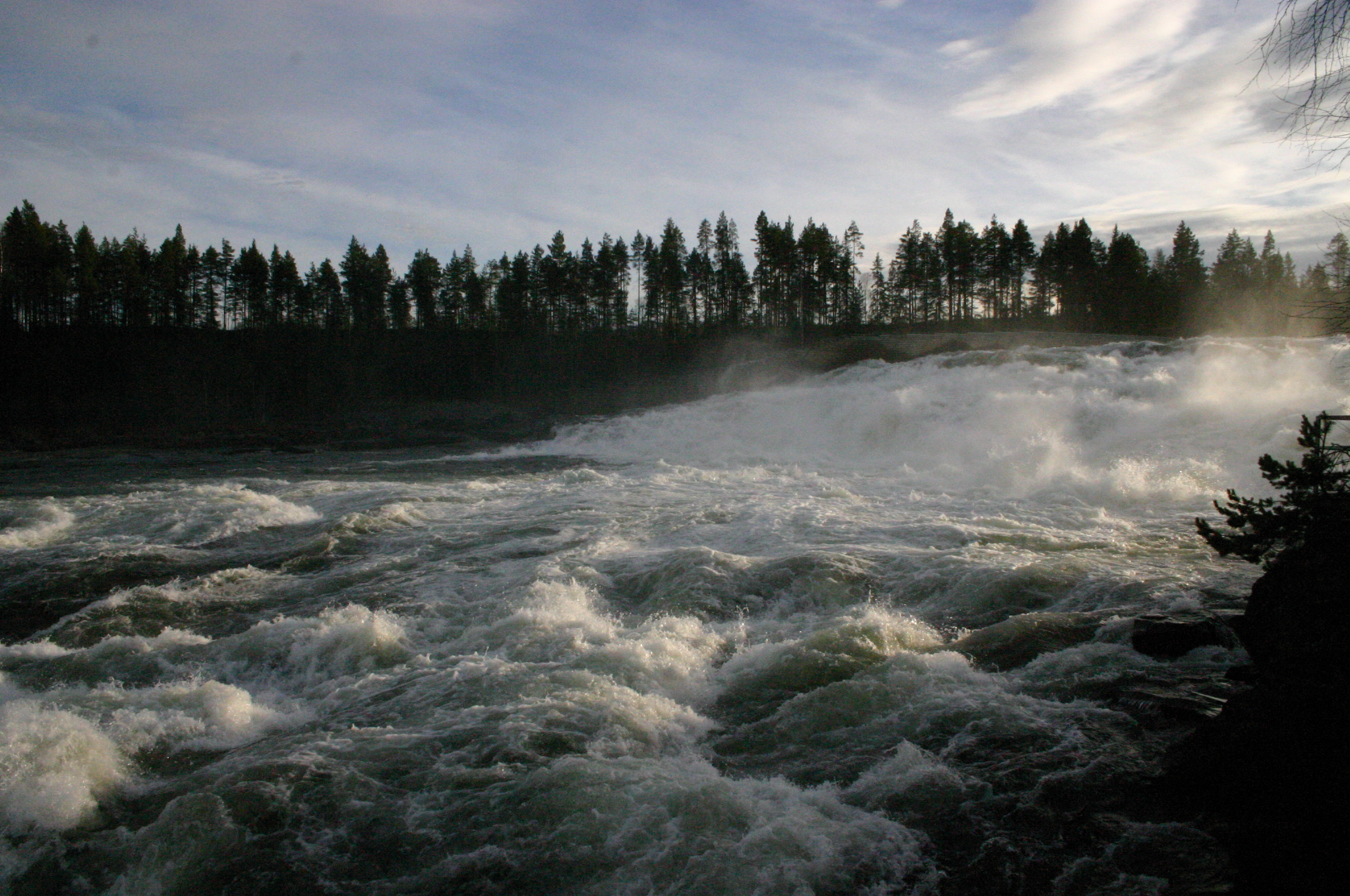
Storforsen, 16-10-2005

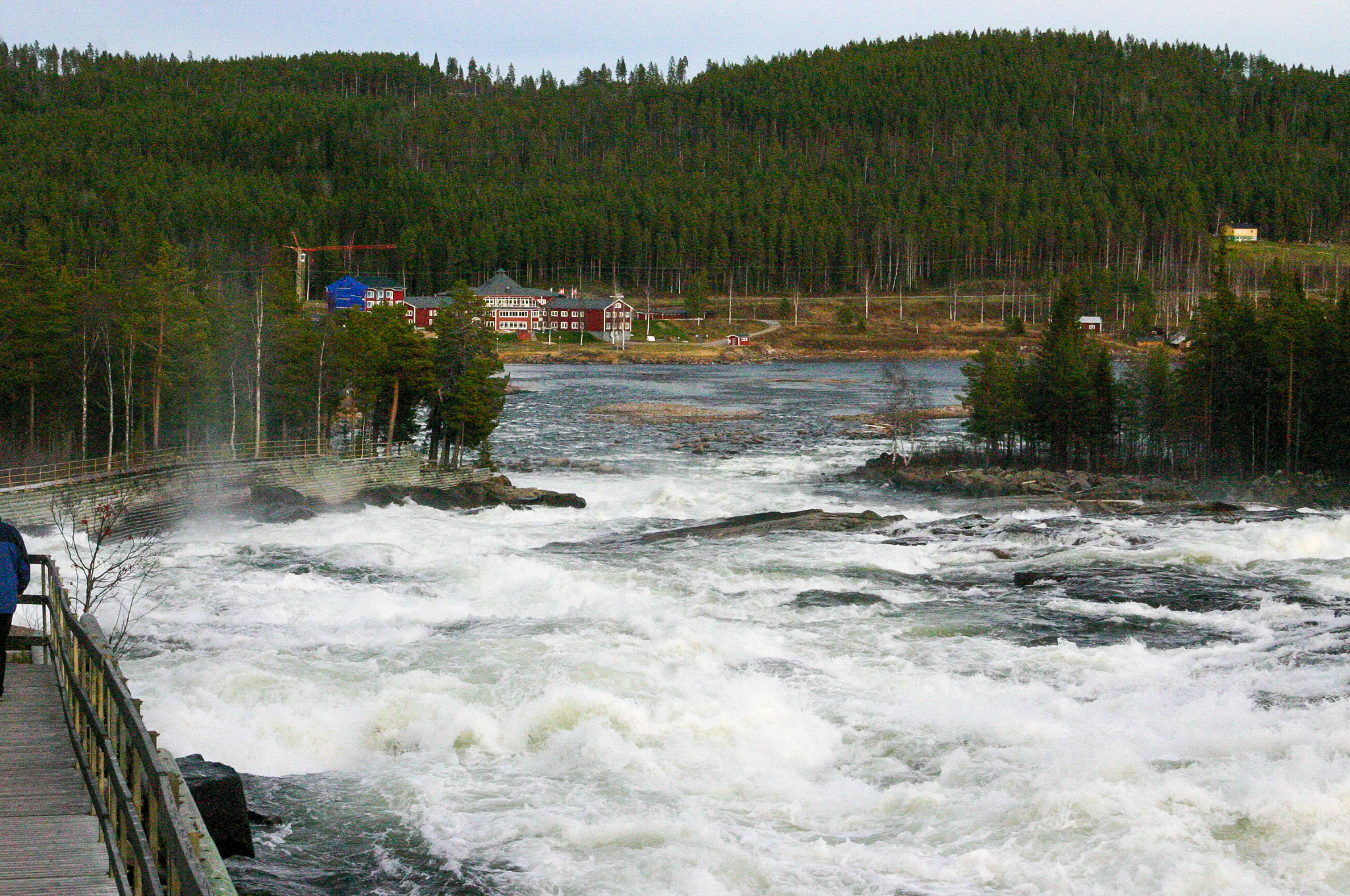
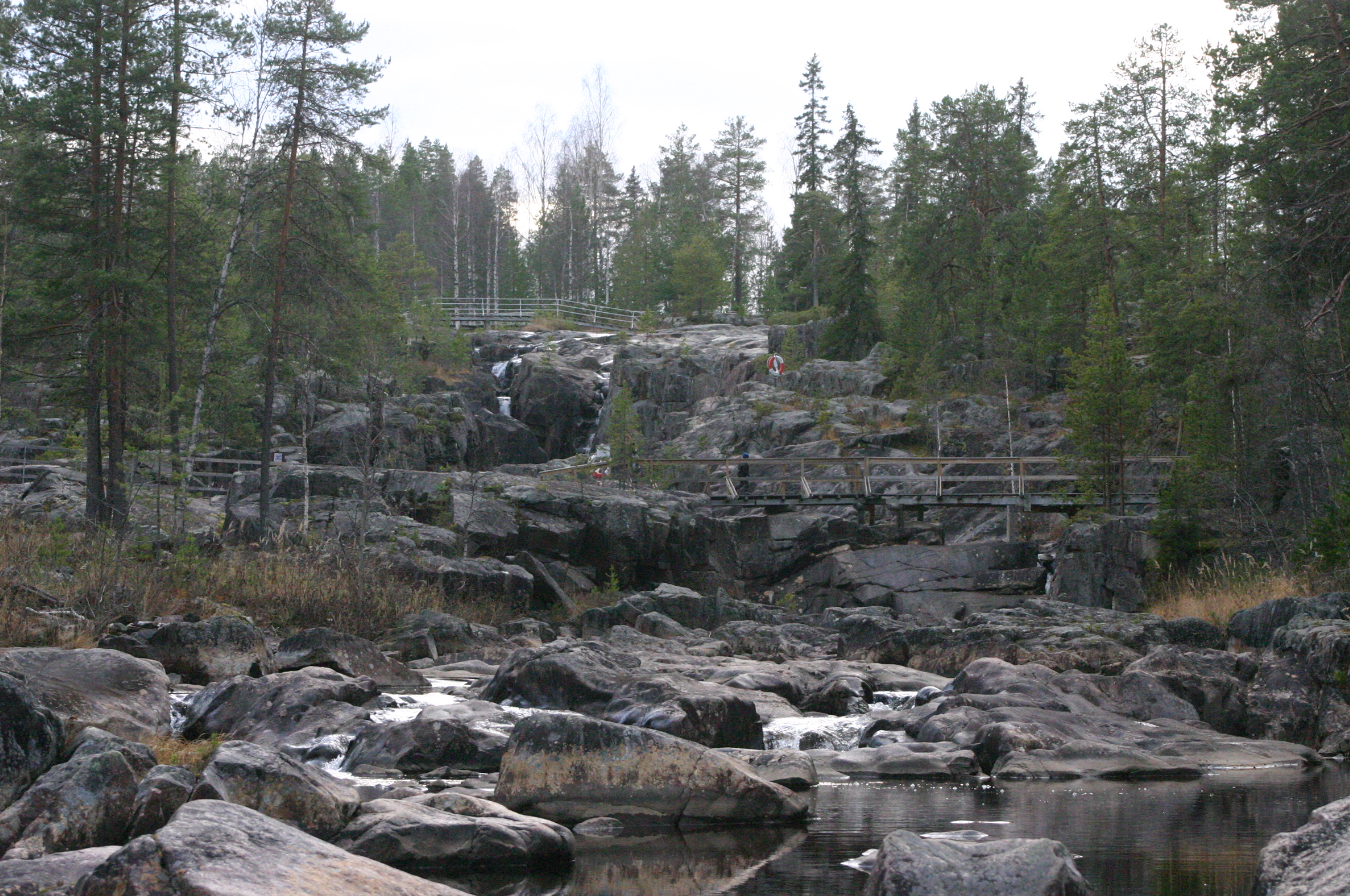
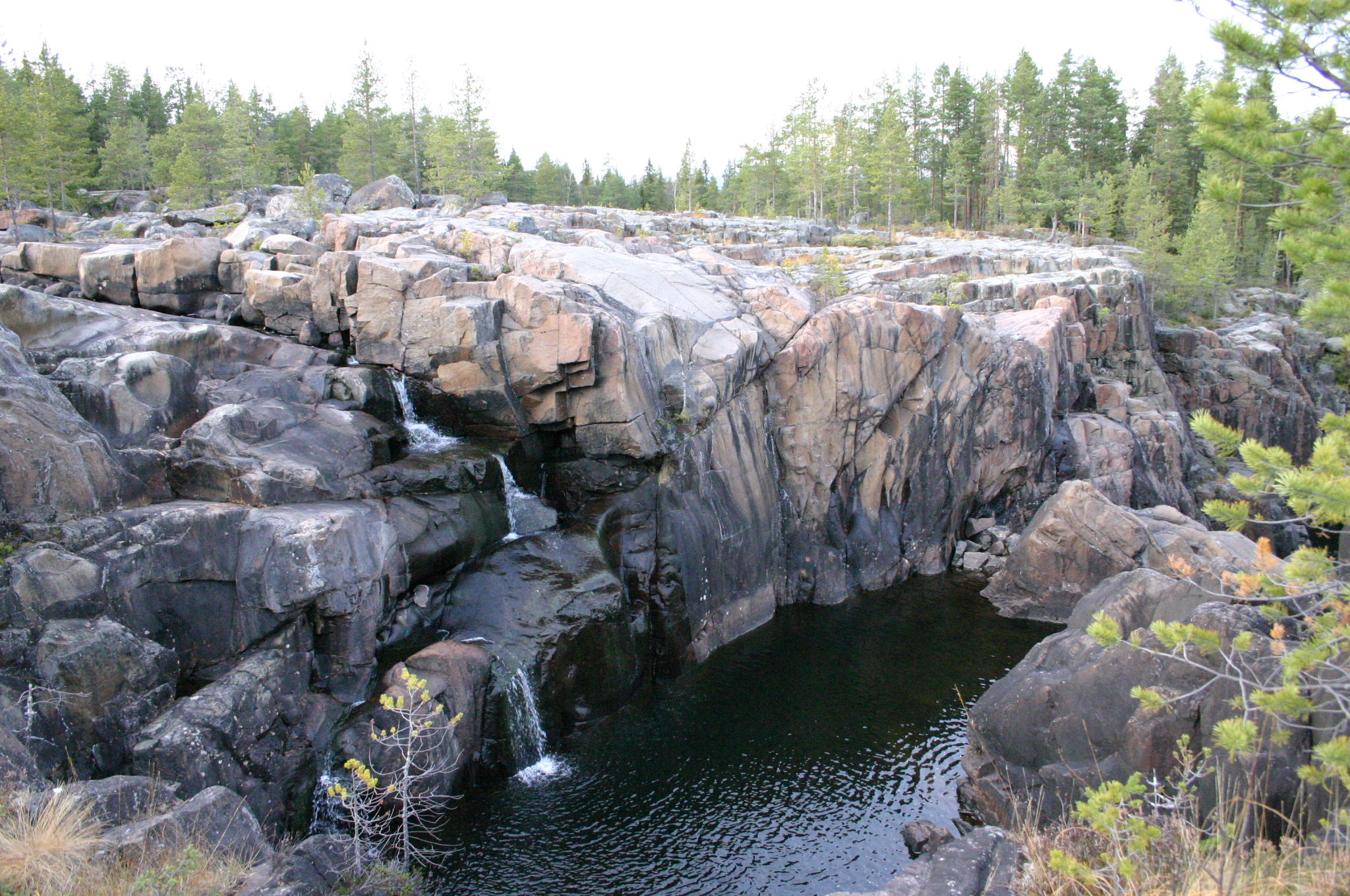

Storforsen is een stroomversnelling in Zweden. De stroomversnelling bevindt zich in de rivier de Pite älv in het noordelijke landschap Norrbotten, nabij Vidsel ongeveer 40 km ten noordoosten van Älvsbyn. Het gemiddelde debiet is ongeveer 250 m³/s, maar rond midzomer kan dit tot 870 m³ m/s oplopen. Het water verliest 82 meter hoogte over een afstand van 5 km. Vroeger werd de rivier hier gebruikt om boomstammen in te transporteren, maar tegenwoordig is de omgeving een natuurreservaat.